# Jens Bojsen-Møller
Jens Bojsen-Møller (Copenhague, 8 de junio de 1966) es un deportista danés que compitió en vela en las clases Flying Dutchman y Soling. Sus primos Jørgen y Jacob también compitieron en vela.
Participó en dos Juegos Olímpicos de Verano, obteniendo una medalla de bronce en Barcelona 1992, en la clase Flying Dutchman (junto con su hermano Jørgen), y el sexto lugar en Atlanta 1996 (clase Soling).
Ganó dos medallas de oro en el Campeonato Mundial de Flying Dutchman, en los años 1990 y 1993. También obtuvo una medalla de oro en el Campeonato Mundial de Soling de 1999 y una medalla de plata en el Campeonato Europeo de Soling de 1994.

## Palmarés internacional
| Juegos Olímpicos   | Juegos Olímpicos         | Juegos Olímpicos  | Juegos Olímpicos |
| Año                | Lugar                    | Medalla           | Clase            |
| ------------------ | ------------------------ | ----------------- | ---------------- |
| 1992               | Barcelona (España)       | Medalla de bronce | Flying Dutchman  |
| Campeonato Mundial |                          |                   |                  |
| Año                | Lugar                    | Medalla           | Clase            |
| 1990               | Newport (Estados Unidos) | Medalla de oro    | Flying Dutchman  |
| 1993               | Travemünde (Alemania)    | Medalla de oro    | Flying Dutchman  |

| Campeonato Mundial | Campeonato Mundial    | Campeonato Mundial | Campeonato Mundial |
| Año                | Lugar                 | Medalla            | Clase              |
| ------------------ | --------------------- | ------------------ | ------------------ |
| 1999               | Melbourne (Australia) | Medalla de oro     | Soling             |
| Campeonato Europeo |                       |                    |                    |
| Año                | Lugar                 | Medalla            | Clase              |
| 1994               | Vilamoura (Portugal)  | Medalla de plata   | Soling             |